# Medizinercorps

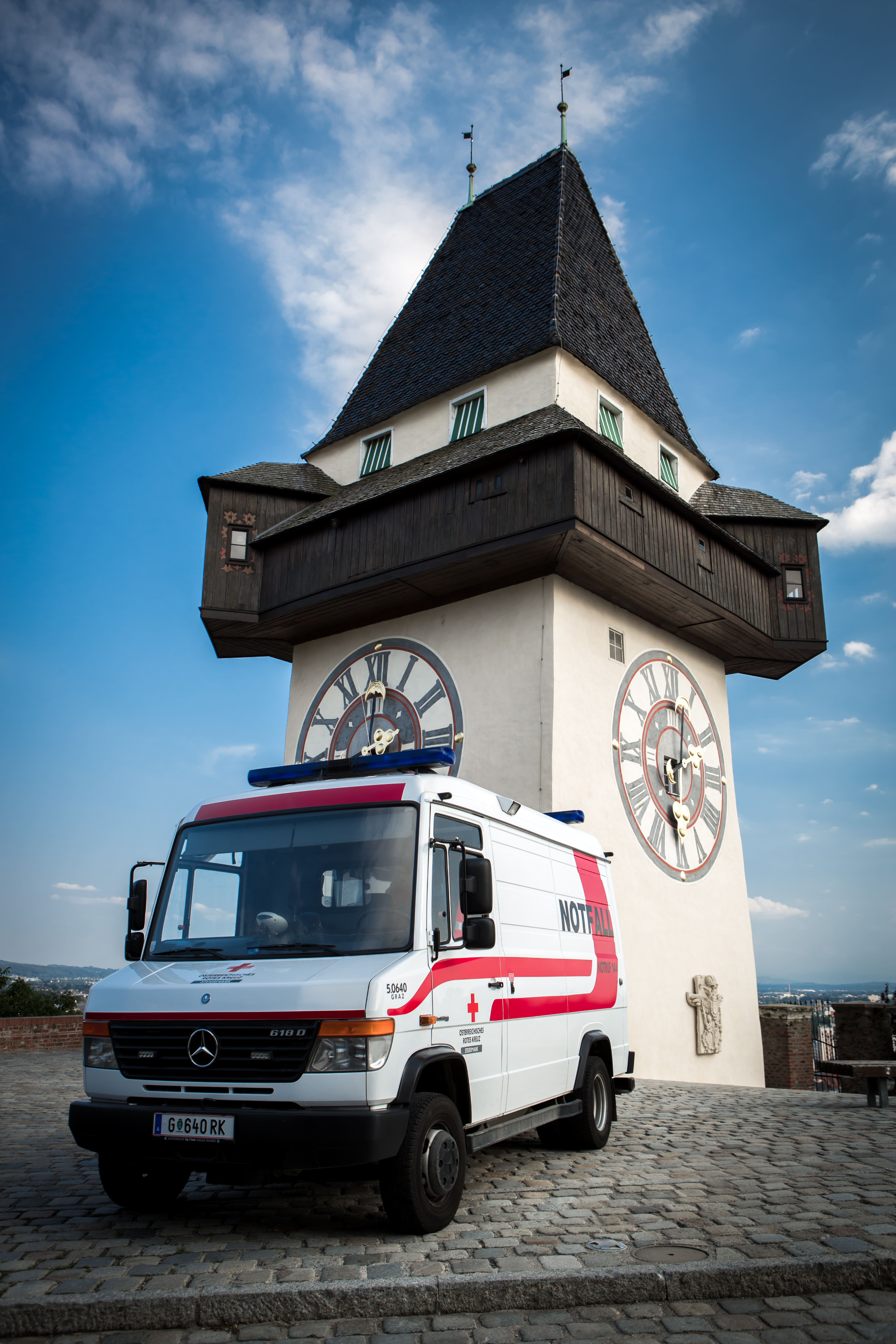
Ein Notfallwagen (Jumbo) des Roten Kreuzes vor dem Grazer Uhrturm

Das Medizinercorps ist eine im Jahr 1890 von Johann-Baptist Tilly gegründete Vereinigung von ehrenamtlich tätigen Medizinstudenten, promovierten Ärzten, Allgemeinmedizinern und Fachärzten an der Bezirksstelle Graz-Stadt des Österreichischen Roten Kreuzes, Landesverband Steiermark. 
Das Medizinercorps bietet die international einzigartige Ausbildung zum Rettungsmediziner an, durch welche Medizinstudenten schon vor Ende ihres Studiums ihr erlerntes Wissen eigenverantwortlich anwenden können.

## Geschichte

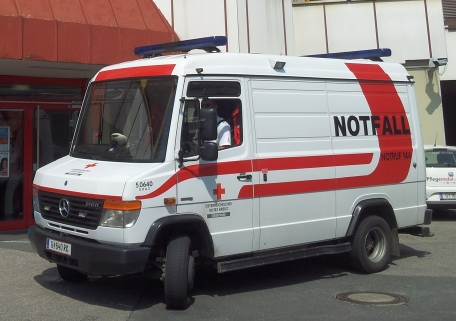
Notfallrettungswagen "Jumbo", Medizinercorps, Bezirksstelle Graz-Stadt

Im Jahr 1889 lag die Rettung Verwundeter und Kranker in Graz in den Händen der Freiwilligen Feuerwehr der Stadt, bei welcher eine eigene Rettungsabteilung gegründet wurde. 
Johann-Baptist Tilly wurde in dieser Zeit als „Wundarzt“ angestellt, jedoch überstiegen schon bald die Hilfeansuchen die Möglichkeiten Tillys. Aus finanziellen Gründen war an eine weitere Aufnahme von Wundärzten nicht zu denken. Der Arzt motivierte daher 1890 zwölf Medizinstudenten, bildete sie in eigenen Lehrgängen aus und stellte somit die notfallmedizinische Versorgung der Stadt sicher.

## Ziele und Grundsätze

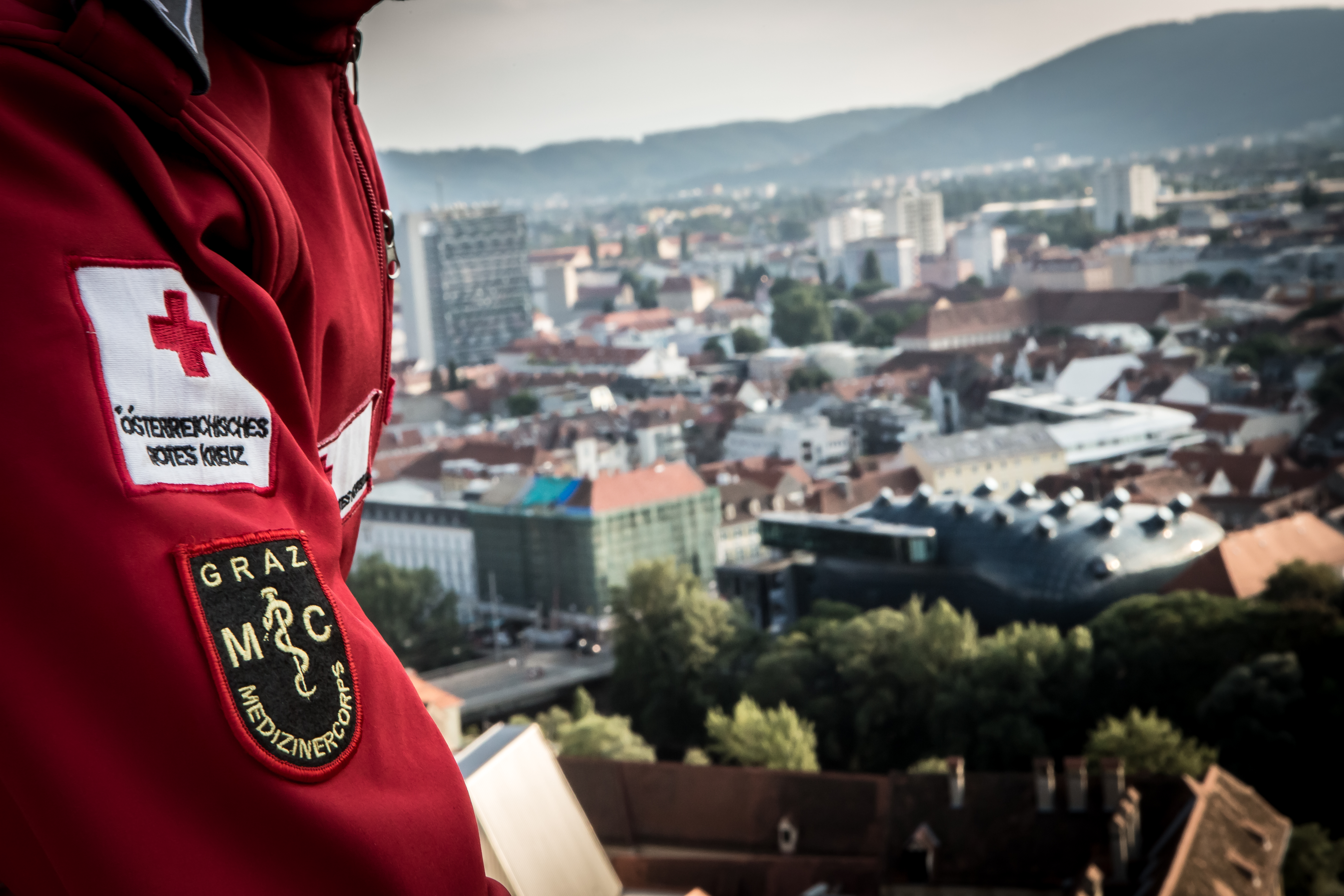
Logo des Roten Kreuzes (oben) und des Medizinercorps (unten). Im Hintergrund das Kunsthaus Graz

Ziel des Medizinercorps ist durch außerordentliches Engagement im Bereich Notfallmedizin die medizinische Versorgung von Patienten stetig zu verbessern. Hierfür liegt besonderes Augenmerk auf den Bereichen Ausbildung, Fortbildung und Forschung. Aus diesem Grundsatz heraus wird Medizinstudierenden über das Medizinercorps frühzeitig eine intensive und vielschichtige Ausbildung im Bereich Notfallmedizin geboten. 

## Tätigkeiten

### Ehrenamtliches Engagement
Zusammen mit den beiden Notarzteinsatzfahrzeugen des Grazer Roten Kreuzes stellt das Medizinercorps die notfallmedizinische Versorgung des Großraums Graz bei über 5000 Primäreinsätzen pro Jahr sicher. Hierfür besetzt das Medizinercorps Graz rund um die Uhr zwei Notfallrettungswagen („Jumbos“) in Graz.
Bis zum Jahr 2012 stellte das Medizinercorps einen Intensivtransportwagen, wobei der Rettungsmediziner als 'rechte Hand' des Intensivmediziners fungierte. Außerdem wirkt das Medizinercorps bei vielen Ambulanz- und Großeinsätzen des Roten Kreuzes mit.

### Ausbildung und Fortbildung
Aufgrund der so gesammelten Erfahrung werden NKI-Rettungsmediziner des Medizinercorps häufig als Ausbilder für Rettungs- und Notfallsanitäter des Roten Kreuzes, Medizinstudierende und angehende Notärzte eingesetzt.

### Forschung
Zusätzlich zählt die Mitarbeit an wissenschaftlichen Studien ebenso zum Aufgabengebiet wie die Evaluierung innovativer notfallmedizinischer Techniken und Ausrüstung. Nach der Absolvierung von 940 Stunden theoretischer und praktischer Ausbildung und Prüfungen zum Rettungs- und Notfallsanitäter mit den allgemeinen Notfallkompetenzen sowie Praxis werden die Medizinstudenten zum Notfallsanitäter mit besonderer Notfallkompetenz „Beatmung und Intubation“ (NKI) ausgebildet. Die gesetzliche Grundlagen sind im Sanitätergesetz von 2002 (SanG) verankert.

## Ausbildung zum Rettungsmediziner
Rettungsmediziner leiten das vierköpfige Team der Notfallwagen des Grazer Roten Kreuzes. Diese Ausbildung hierzu basiert auf vier Säulen:
Als erste grundlegende Säule dient das Medizinstudium. Hier ist ein gewisser Studienfortschritt, sowie Famulaturen und Wahlfächer, aber auch ein spezielles Studienmodul und regelmäßige Fortbildungen Voraussetzung für die spätere Prüfung zum Rettungsmediziner. 
Die zweite ebenso wichtige Säule ist das Rote Kreuz. Nach der Absolvierung von 940 Stunden theoretischer und praktischer Ausbildung innerhalb des Roten Kreuzes, sowie Prüfungen zum Rettungs- und Notfallsanitäter mit den allgemeinen Notfallkompetenzen, werden die Medizinstudenten zum Notfallsanitäter mit der besonderen Notfallkompetenz „Beatmung und Intubation“ (NKI) ausgebildet. Die gesetzliche Grundlagen sind im Sanitätergesetz von 2002 (SanG) verankert.
Mindestens genauso bedeutend ist als dritte Säule die Ausbildung durch das Medizinercorps selbst. Hier wird von Anfang an anhand von Übungsszenarien das richtige diagnostische und therapeutische Vorgehen trainiert, um im Ernstfall perfekt vorbereitet zu sein. Fundiertes theoretisches Wissen wird durch Erarbeitung, Vertiefung und Wiederholung von notfallmedizinischen Kenntnissen in einem 1:1-Lehrverhältnis vermittelt.
Die vierte Säule ist der regelmäßige Dienstbetrieb, um unter Aufsicht von erfahrenen Rettungsmedizinern selbstständig Erfahrungen sammeln zu können.
Zum Abschluss der Ausbildung stellt sich der Anwärter zum Rettungsmediziner einer theoretischen Prüfung durch den Landesrotkreuzarzt oder eine von ihm bestellte Person. Den zweiten Teil der Abschlussprüfung stellt eine zwölfstündige praktische Prüfung dar, bei welcher unter Aufsicht von zwei Rettungsmedizinern und der diensthabenden Notärzte ein Tagdienst absolviert und der zukünftige NKI-Rettungsmediziner theoretisch und praktisch geprüft wird.

## Mitglieder
Mitglieder des Medizinercorps sind aktive oder ehemalige Medizinstudenten der Medizinischen Universität Graz, welche die Ausbildung zum Jumbohelfer oder Rettungsmediziner erfolgreich abgeschlossen haben. Rettungsmediziner, die ihre universitäre Ausbildung abgeschlossen haben, haben zusätzlich die Berechtigung, Mitglied im Medizinercorps-Alumniverein zu werden. Derzeit gibt es ca. 500 teils noch immer aktive Rettungsmediziner.